# Adriana Paz
Adriana Paz, née le 13 janvier 1980 à Mexico, est une actrice et danseuse mexicaine. Elle a commencé sa carrière artistique en Espagne, tournant des publicités et jouant dans une pièce de théâtre. Elle a été remarquée pour son rôle de Toña dans le film mexicain Rudo et Cursi (2009), pour lequel elle a été nommée pour l'Ariel de la meilleure actrice dans un second rôle. Elle a reçu des éloges de la critique pour son rôle de Miranda dans Las Horas Muertas (2013), pour lequel elle a remporté le prix de la meilleure actrice au Festival international du film de Morelia. Elle a ensuite joué dans les séries télévisées Sucedió en Un Día (2010), Capadocia (2010), El Encanto del Águila (2011), Dios, Inc. (2016), et Derrière les barreaux (2018-2019).
Paz apparaît également dans d'autres films, dont Todos los Besos (2007), Backyard: El Traspatio (2009), Not Forgotten (2009), Un Mexicano Más (2009), El Mar Muerto (2010), 4 Maras (2012), Morelos (2012), Elysium (2013), 007 Spectre, et Las Aparicio (2015). Pour sa performance en tant que protagoniste dans le drame La Tirisia (2014), elle a reçu l'Ariel de la meilleure actrice et pour les films Hilda (2015) et La Caridad (2016), elle a remporté deux Ariel consécutifs de la meilleure actrice dans un second rôle. En 2017, sa performance dans El autor lui a valu une nomination pour le Prix Goya du meilleur espoir féminin. Pour son rôle dans le film Emilia Pérez, elle obtient, avec trois autres comédiennes du film, le prix d'interprétation féminine du Festival de Cannes en 2024.

## Origines
Adriana Paz est née à Mexico en 1980. Elle souhaitait étudier la littérature dramatique et le théâtre, mais elle a été acceptée à la Faculté de Philosophie et Lettres de l'Université nationale autonome du Mexique,,. Après avoir obtenu son diplôme, Paz a déménagé en Espagne pour rejoindre l'Estudi Dansa Montserrat à Tarragone et les Estudis de Teatre à Barcelone. Pendant son séjour en Espagne, elle a dû subvenir à ses besoins en travaillant dans un marché aux puces, dans une école maternelle et comme guide touristique. Paz a également tourné deux publicités, joué dans une pièce de théâtre et tourné en tant que danseuse. Elle a suivi des cours de danse, participé à des ateliers de théâtre et appris à parler avec les Catalans en catalan.

## Carrière

### 2003-2009: Débuts au cinéma dansTodos los BesosetRudo y Cursi
Paz a rejoint la distribution de la pièce Callejón de Lis, écrite par Joseph Danan et mise en scène par Jean-Frédéric Chevallier, qui a été jouée en 2003 au Théâtre La Capilla. Elle a fait ses débuts à la télévision dans la série Historias de Leyenda, diffusée par Canal Once. Son premier rôle au cinéma a été dans Todos los Besos, un film indépendant réalisé par César Aliosha en 2008. La même année, Paz a partagé ses photos de casting avec l'acteur Manuel Teil, qui l'a ensuite invitée à un casting pour un film. Plus tard, elle a reçu une invitation aux séances de casting pour le premier long métrage de Carlos Cuarón. Lors d'une réunion de rappel, Paz a rencontré Cuarón et Diego Luna, et le lendemain, Teil lui a annoncé qu'elle avait obtenu le rôle de Toña, la femme de Beto « Rudo », le personnage interprété par Luna,. Le film, Rudo y Cursi (2009), avec Luna et Gael García Bernal, raconte l'histoire de deux joueurs de football demi-frères qui deviennent rivaux lorsqu'un dénicheur de talents les découvre et leur propose de tenter leur chance dans une équipe professionnelle. Dans sa critique du film, Pete Hammond du magazine Backstage a critiqué les rôles féminins du film, expliquant que « [Dolores] Heredia et Paz n'ont pas grand-chose à faire mais sont également bonnes dans un casting généralement de premier ordre ». Paz a reçu sa première nomination aux prix Ariel pour la meilleure actrice dans un second rôle pour Rudo et Cursi. L'année suivante, elle est apparue dans le film El traspatio, réalisé par Carlos Carrera.

### 2009–2012:El Mar Muerto,Un Mexicano Máset premier rôle principal dansLas Horas Muertas
Paz a joué un rôle secondaire dans le film El Mar Muerto réalisé par Ignacio Ortíz (en espagnol : Ignacio Ortiz) en 2009, avec Aída López, Joaquín Cosío, Leticia Gutiérrez et Mario Almada. Le film a utilisé le centre historique de Mexico comme lieu principal, et l'intrigue portait sur un meurtre qui se produit pendant une panne de courant. Elle est ensuite apparue dans Un Mexicano Más (2010), réalisé par René Cardona III, basé sur le livre du même titre écrit par Juan Sánchez Andraka. À propos de son rôle dans le film, une prostituée nommée La Chiquis, Paz a déclaré à TV Notas : « elle [La Chiquis] travaille avec Don Leodegario (Ernesto Gómez Cruz) dans son bar-restaurant et cherche à trouver un mari qui la sortira du village, mais en attendant que cela se produise, elle s'amuse beaucoup avec lui, les enseignants masculins et tous les hommes qui passent par le village ».
En 2010, Paz a joué avec Kristyan Ferrer dans le film Las Horas Muertas, réalisé par Aarón Fernández ; c'était le premier rôle principal de l'actrice. Dans le film, Sebastián (Ferrer) gère un motel et commence une relation avec une cliente régulière nommée Miranda (Paz). Jay Weissberg de Variety a déclaré que c'était un « véritable rôle révélateur » pour Paz, car elle « anime l'écran avec un charme palpable ». Weissberg a également affirmé que « sans la chaleur et la conscience de soi ironique que Paz apporte à Miranda, le film aurait pu être un véhicule de moindre qualité, ou du moins un moins captivant ». Las Horas Muertas a été projeté lors du Festival international du film de Morelia en 2013, où Paz a été nommée Meilleure Actrice. Elle n'a pas pu assister au festival car elle était sur le point d'accoucher de son fils. À propos de ce prix, l'actrice a déclaré au Sol de México : « Je n'aime pas penser aux récompenses, il vaut mieux faire les choses pour le plaisir de les faire et, si elles arrivent [les récompenses], elles sont appréciées et savourées ». En 2011, Paz a également eu un petit rôle dans Elysium réalisé par Neill Blomkamp avec Matt Damon, et a également été actrice dans le film Morelos de Antonio Serrano, qui traite des derniers jours de la carrière militaire de José María Morelos.

### 2014:La Tirisia
Paz a joué le rôle principal de Cheba dans La Tirisia, un film écrit, produit et réalisé par Jorge Pérez Solano (2014). L'intrigue, inspirée par un terme populaire tirisia (qui signifie « une tristesse perpétuelle définie comme 'la mort de l'esprit' »), se déroule dans la région de La Mixteca au Mexique et se concentre sur deux femmes (Paz et Gabriela Cartol) qui ont été enceintes par Sylvestre (Gustavo Sánchez Parra). Lorsque le mari éloigné de Cheba revient en ville, il la trouve plongée dans une profonde dépression car elle a dû donner son nouveau-né (l'enfant de Sylvestre). À propos du film, Paz a déclaré à Diario de Xalapa : « C'est une histoire très bien écrite qui nécessitait des personnages avec de la profondeur ; quand je l'ai lue, cela m'a apporté une grande joie et m'a fait dire « Je veux voir ça ». La première fois que je l'ai vue, j'ai été choquée ; cela m'a laissé une boule dans la gorge. C'est beau ». Le film n'a pas été projeté dans les salles de cinéma commerciales au Mexique car la distribution était trop coûteuse. Au lieu de cela, La Tirisia a été projeté dans des festivals de cinéma tels que le Festival international du film de Chicago, le Festival international du film de Thessalonique et le festival Cinélatino de Toulouse, et a ensuite eu une période de projection d'un mois et demi à la Cineteca Nacional, un cinéma d'art et d'essai mexicain. Paz a commenté à ce sujet : « Ce n'est pas très juste. Nous n'avons pas les mêmes ressources que les grandes sociétés de production, et nous n'avons pas les mêmes possibilités de faire des films. Il est très difficile de produire un projet et de savoir qu'il n'y a pas une distribution et une exposition équitables de ces films ».
La performance de Paz a été saluée par Boyd van Hoeij de The Hollywood Reporter, qui a déclaré qu'elle était « exceptionnelle en tant que femme passionnée ayant ses propres besoins et désirs mais enfermée dans les attentes rigides de la société à l'égard de son genre ». Jaime López Blanco du magazine Sputnik a qualifié son jeu d'actrice de « fascinant dans cette introspection d'une mère morte à l'intérieur, souffrant de l'absence d'un de ses enfants ». Aux 57e prix Ariel, Paz a reçu l'Ariel de la meilleure actrice pour son rôle dans le film. En recevant le prix, Paz a déclaré : « Cela me force définitivement à ne pas baisser la qualité de mon travail... l'autre partie, c'est la joie que cela me procure, le soutien que je reçois de l'Académie, car cela me donne l'occasion d'être reconnue comme une bonne actrice. Ce prix parle pour moi et mon devoir est de continuer dans cette voie et de choisir des personnages qui me mettent au défi davantage ».

### 2015–2016:007 SpectreetHilda
En 2015, Paz a confié à El Financiero son souhait de réaliser un projet musical, car elle « adore chanter » et voulait revenir sur scène. Elle est apparue dans la scène d'ouverture du film 007 Spectre, aux côtés des acteurs mexicains Tenoch Huerta Mejía, Stephanie Sigman, et de l'acteur britannique Daniel Craig en 2015. La même année, Paz a rejoint la distribution de Hilda, le premier long métrage d'Andrés Clariond, qui est basé sur une pièce écrite par l'auteure française Marie NDiaye. Le film raconte l'histoire d'une femme au foyer (Verónica Langer) qui engage une femme de ménage (Paz) et, dans les jours qui suivent, développe une obsession pour elle, l'empêchant de quitter la maison. Clariond a choisi Paz car il ne voulait pas de visages très connus et il aimait sa « personnalité et sa force ».
Dans sa critique du film, Luis Fernando Galván d'En Filme a décrit le personnage de Hilda comme « complexe et au-delà de tout cliché imposé par l'âge d'or du cinéma mexicain, où les pauvres sont vus comme décents, honnêtes et gentils, par exemple, Nosotros los pobres (1947) ou les telenovelas, où la humble et jolie domestique est sauvée par le prince charmant des griffes de son méchant patron ». Paz a dit de ce rôle : « Si vous êtes une actrice brune avec des cheveux longs, c'est le genre de rôle que [les producteurs] vous donnent habituellement, mais heureusement celui-ci était très profond. C'est difficile parce que Hilda ne parle pas, tout émane de son énergie et de sa présence. Elle n'est pas très drôle, bavarde ou voleuse. Hilda n'est rien de tout cela. C'est une femme qui construit un foyer avec son mari et c'est une femme très digne qui ne se rabaisse pas, ne vole pas, et n'est pas l'un de ces stéréotypes ». Aux prix Ariel de 2016, le film a reçu cinq nominations, Paz remportant le prix de la meilleure actrice dans un second rôle,,,. Tourné en 2013, Las Aparicio (une adaptation cinématographique de la série télévisée du même nom) est sorti en 2016, avec Paz dans un petit rôle. Le film a reçu des critiques mitigées, mais Paz a été saluée par Jesús Chavarría de Cine Premiere pour sa performance « brève et efficace ».

### 2016-présent:Dios, Inc.,La Caridad,El AutoretEmilia Pérez

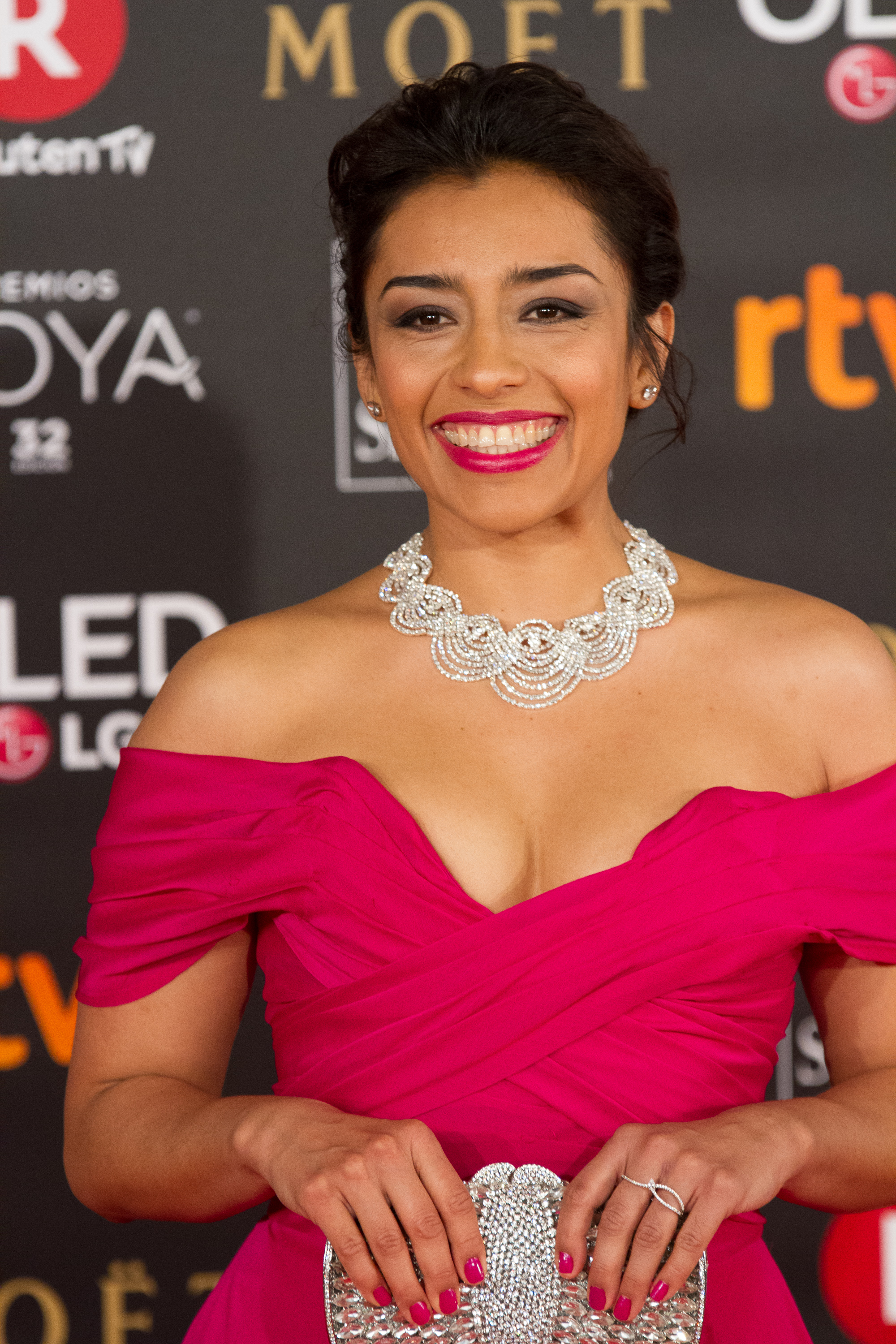
Adriana Paz, en 2018.

Paz a eu un rôle de guest star dans la première saison de la série télévisée Dios, Inc., créée par Sergio Sánchez pour HBO Latin America,. La série mettait en vedette Rafael Sánchez Navarro, Luis Arrieta, Rocío Verdejo, Carlos Torres Torrija, Isabel Burr, Dagoberto Gama, Manuel Balbi et Fernando Luján. Paz est apparue dans le film comique Original y Copia de 2016, réalisé par Guillermo Barba, avec Christopher Uckermann, Zuria Vega et Juan Pablo Medina. C'est la première comédie de Paz. En parlant de ce rôle, elle a déclaré : « C'est un domaine où je n'avais pas encore travaillé et ce n'était pas facile, c'était très compliqué, car cela sortait de ma zone de confort. C'était compliqué mais amusant, je referais une autre comédie » ; le film est sorti au Mexique en août 2017 sous le titre Casi Una Gran Estafa. Paz et Veronica Langer (sa co-vedette dans Hilda) se sont retrouvées pour le film La Caridad, réalisé par Marcelino Islas en 2016 ; Paz a remporté le prix de la Meilleure Actrice dans un Second Rôle aux 59e Prix Ariel pour son rôle d'Eva dans La Caridad. Paz et Tenoch Huerta Mejía on tourné El Móvil (sorti sous le titre El autor) en Espagne, où ils incarnent un couple espionné par un écrivain qui les utilise comme source d'inspiration pour un roman. Le film a été présenté en première au Mexique dans le cadre du Festival International du Film de Morelia en 2017 et pour sa performance, Paz a été nommée pour un prix Goya du meilleur espoir féminin. L'actrice a terminé l'année 2018 en rejoignant la troisième saison de la série dramatique espagnole Derrière les barreaux.
En 2018, Paz a joué dans Nadie Sabrá Nunca, le premier long métrage de Jesús Torres Torres. Situé dans les années 1970, le drame traite de la vie d'une femme au foyer confrontée au machisme. « Je trouve très intéressant la manière dont Jésus [le réalisateur] aborde ces questions. Les femmes ont souffert du machisme, mais nous sommes aussi celles qui le perpétuent. Comment cela influence les jeunes générations. À cette époque, elles devaient aller à contre-courant, elles n'en parlaient même pas. Je pense qu'il est important d'identifier le rôle que les femmes y jouent, car les hommes en souffrent aussi, comme Rigoberto [joué par Jorge A. Jiménez], qui doit remplir ce rôle », a déclaré Paz au magazine Sector Cine.
Au Festival de Cannes 2024, Paz présente le film de Jacques Audiard, Emilia Pérez. Elle partage avec Karla Sofía Gascón, Selena Gomez et Zoe Saldaña le prix d'interprétation féminine.

## Filmographie

### Longs métrages

#### Années 2000
- 2007 : Todos los Besos de César Aliosha : Carmen
- 2008 : Rudo et Cursi de Carlos Cuarón : Toña
- 2009 : El traspatio de Carlos Carrera : Hilda
- 2009 : Not Forgotten de Dror Soref : Bonne enceinte
- 2009 : Un mexicano más de René Cardona III : Chiquis

#### Années 2010
- 2010 : El Mar Muerto de Ignacio Ortiz : Julia
- 2012 : 4 Maras de Iván Cuevas : La Guillo
- 2012 : Morelos de Antonio Serrano : Simona
- 2013 : Las Horas Muertas de Aarón Fernández Lesur : Miranda
- 2013 : Elysium de Neill Blomkamp : Fille du ghetto
- 2014 : La Tirisia de Jorge Pérez Solano : Cheba
- 2014 : Hilda de Andres Clariond : Hilda
- 2015 : 007 Spectre de Sam Mendes : Mexicaine dans l'ascenseur
- 2015 : Las Aparicio de Moisés Ortiz Urquidi : Mère de migrant disparu
- 2016 : La Caridad de Marcelino Islas Hernández : Eva
- 2016 : La Voz de Un Sueño de Analeine Cal y Mayor : Susana
- 2017 : Casi Una Gran Estafa de Guillermo Barba : Maripaz
- 2017 : Nadie Sabrá Nunca de Jesús Torres Torres : Lucía
- 2017 : El autor de Manuel Martín Cuenca : Irene, la voisine
- 2018 : La Boda de Valentina de Marco Polo Constandse : Candidate indépendante
- 2019 : Tijuana Bible de Jean-Charles Hue : Ana

#### Années 2020
- 2021 : El Comediante de Rodrigo Guardiola and Gabriel Nuncio : Melissa
- 2022 : Chupa de Jonás Cuarón : Julia
- 2023 : L'un de nous doit mourir de Manolo Cardona : Teresa
- 2024 : Emilia Pérez de Jacques Audiard : Epifanía
- 2024 : Arillo de hombre muerto de Alejandro Gerber Bicecci : Dalia
- prochainement : Animals de Ben Affleck

### Courts métrages
- 2012 : A World for Raúl de Mauro Mueller : la mère de Raúl